# Ostracodes
Els ostracodes o ostràcodes (Ostracoda), nom que deriva del mot grec óstrakon, que significa 'closca', són una classe dins Crustacea. Se n'han identificat unes 65.000 espècies en total (13.000 existents en l'actualitat), agrupades dins diversos ordres.

## Morfologia

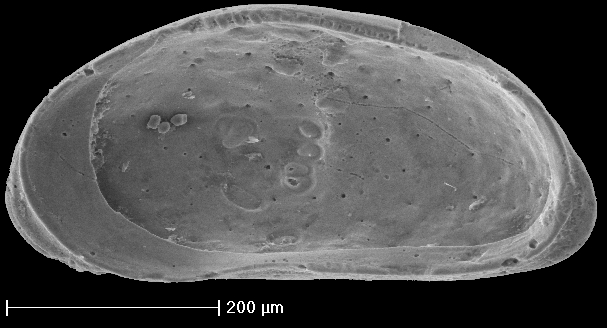
Valva dreta de Cyamocytheridea sp. de l'Eocè a Nederokkerzeel (Bèlgica)

Els ostracodes són petits crustacis, típicament amb una mida al voltant d'un mm, però varien des de 0,2 mm a 30 mm en el cas de Gigantocypris. El seu cos està aplanat de banda a banda i protegits per una mena de closca bivalva quitinosa o calcària. Aquest grup podria no ser monofilètic; i la seva filogènia molecular roman ambigua.
Tenen una closca bivalva, que depenent de l'espècie pot ser tova o molt calcificada, i en tancar-se cobreix totes les parts toves de l'animal, donant-li l'aspecte d'una diminuta cloïssa. El lligament que uneix les closques tendeix a separar-les mentre que el múscul interior actua en el sentit contrari, per ajuntant-les. D'aquesta forma no cal un múscul addicional per a l'obertura de les valves aconseguint-se una major eficiència i una menor despesa energètica.
Algunes de les espècies tenen una obertura en la part inferior, que roman oberta encara que les valves estiguin tancades. Per aquesta obertura l'animal treu les antenes per usar-les com a rems. Són animals de cos poc segmentat, normalment no pas més de vuit segments, i pocs apèndixs, que comprenen les antenes, dos apèndixs bucals i dos d'addicionals. En moltes espècies d'ostracodes aquests últims han desaparegut.

## Cicle vital
Els ostracodes mascles tenen dos penis que corresponen a les dues obertures genitals que tenen les femelles (gonospores). L'esperma del mascle és molt gros i pot tenir sis vegades la llargada del cos de l'ostracode. L'aparellament típicament ocorre quan neden amb un gran nombre de femelles nedant per unir-se als mascles. Algunes espècies són parcialment o totalment partenogenètiques.
En la majoria dels ostracodes els ous es ponen directament dins l'aigua com a plàncton o s'enganxen a la vegetació o el substrat. Tanmateix en algunes espècies es ponen dins la seva closca i queden protegits.
En néixer, ja tenen la closca formada i el seu desenvolupament sol ser directe. Es poden trobar en hàbitats força variats, tant en aigua dolça com en aigua salada, i en aquest últim hàbitat se'ls troba tant a grans profunditats com en la superfície formant part del plàncton.
Tenen molts depredadors, per exemple alguns Cuspidariidae els detecten amb els cilis i els succionen. Altres animals més complexos també depreden els ostracodes per exemple alguns amfibis.

### Bioluminescència
Alguns ostracodes tenen un òrgan lluminós on es produeixen productes químics luminescents. La majoria fan servir la bioluminescència com a defensa davant dels depredadors, però d'altres l'usen en l'aparellament (només s'ha observat al Carib). A Malàisia els ostracodes s'anomena "sorra blava", ja que brillen en la foscor de la nit.

## Fòssils
Els ostracodes són, «de bon tros, els artròpodes més comuns en el registre fòssil». Se n'han trobat fòssils des del Cambrià fins a l'actualitat.
Els ostracodes són especialment útils en la bioestratigrafia dels estrats marins a escala regional o local, i són valuosos indicadors de paleoambients per la seva presència estesa, mida petita i closca generalment fàcilment conservable.

## Ecologia
Ecològicament, els ostracodes marins formen part del zooplàncton o (de manera més comuna) són part del bentos, i viuen sobre o dins de la capa superior del sòl marí. Molts ostracodes, especialment els Podocopida, es troben també en l'aigua dolça o en espais terrestres per exemple en sòls forestals humits de Sud-àfrica, Austràlia, Nova Zelanda i Tasmània. Tenen un rang ampli de dietes, i el grup inclou carnívors, herbívors, carronyaires i filtradors d'aliment.